# Конопови
Коноповите (Cannabaceae) са семейство растения от разред Розоцветни (Rosales).
Таксонът е описан за пръв път от руския филолог и ботаник Иван Мартинов през 1820 година.

## Родове
- Aphananthe
- Cannabis – Коноп
- Celtis
- Chaetachme
- Chaetacme
- Gironniera
- Helminthospermum
- Homoioceltis
- Humulopsis
- Humulus – Хмел
- Lozanella
- Mirandaceltis
- Momisia
- Nematostigma
- Parasponia – Параспония
- Pteroceltis
- Sparrea
- Sponia
- Trema